# Château Haller (Ogra)
Le château Haller de Ogra, Marosugra en hongrois, est un château transylvain.

## Histoire

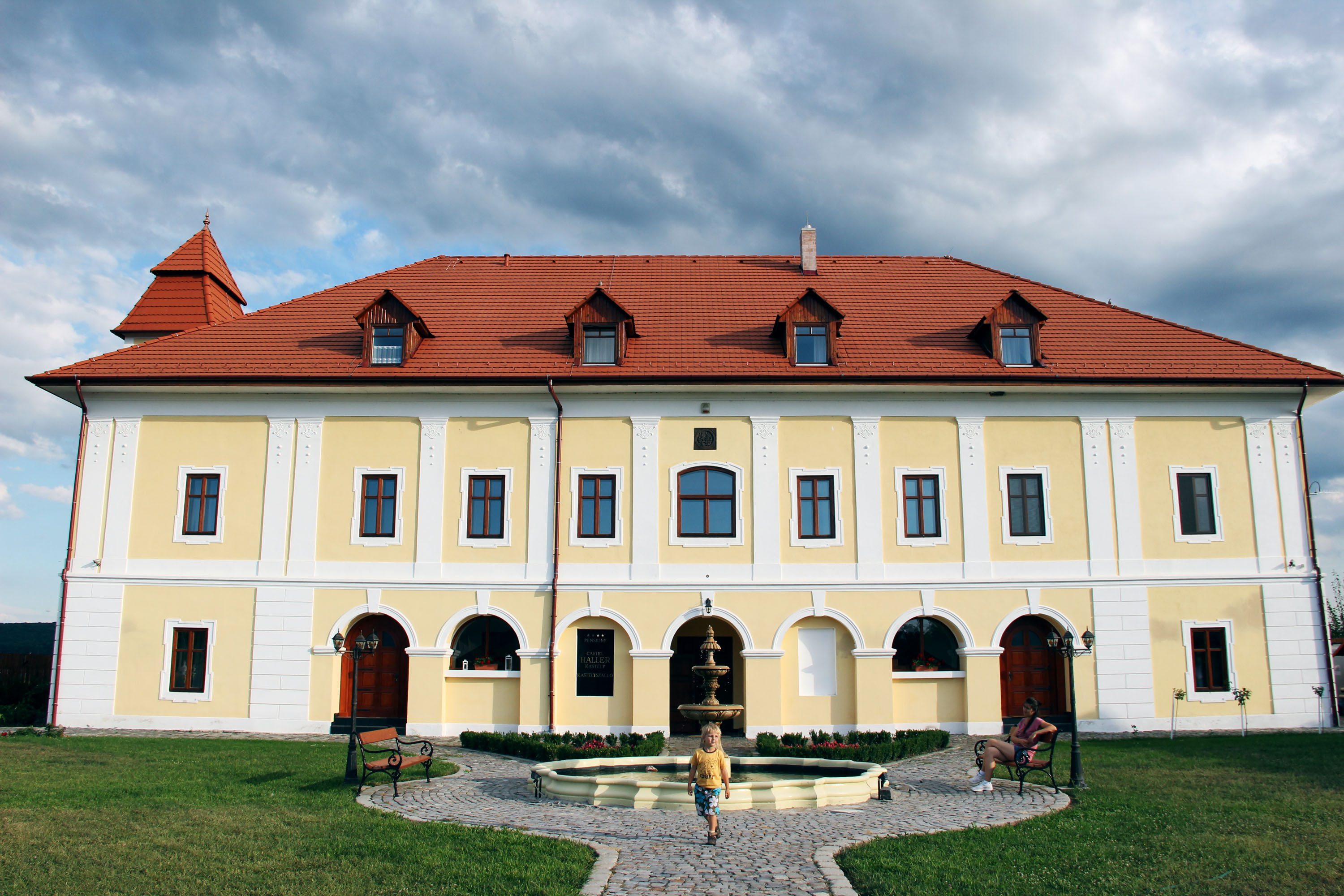

István Haller (1591-1657), főispán de Küküllő et conseiller princier, obtient en 1609 les domaines de Marosugra et de Szentpál. Au XVIIIe siècle, les deux domaines sont séparés entre deux frères : László reçoit le domaine de Ugra et Gábor celui de Szentpál. Ils sont à nouveau réunis entre les mains d'un même propriétaire en 1875, avec le décès du comte Ferenc Haller, dernier de la branche Szentpál, qui lègue le domaine à György Haller. À cette époque Ugra a perdu de son importance et est devenu une résidence secondaire face au château de Szentpál.

Remontant au XVIIe siècle, il ne subsiste de cette époque que les fondations et les caves. L'aspect extérieur actuel du château, de style baroque tardif, date des XVIIIe et XIXe siècles.
Nationalisé en 1949 par le régime communiste, le château abrita une école, un pensionnat puis un conseil populaire. Il retourne dans les années 2000 à la famille Haller qui le vend à la famille Fóris.